# Stjær Sogn
Stjær Sogn er et sogn i Skanderborg Provsti (Århus Stift).
I 1800-tallet var Stjær Sogn og Galten Sogn annekser til Storring Sogn. Alle 3 sogne hørte til Framlev Herred i Aarhus Amt. Storring-Stjær-Galten sognekommune blev ved kommunalreformen i 1970 kernen i Galten Kommune, der ved strukturreformen i 2007 indgik i Skanderborg Kommune.
I Stjær Sogn ligger Stjær Kirke.
I sognet findes følgende autoriserede stednavne:
- Stjær (bebyggelse, ejerlav)
- Stjær Bakker (bebyggelse)
- Stjær Mark (bebyggelse)